# Capitainerie de Custines
La Capitainerie ou Château du bas est un château français situé à Custines, en Meurthe-et-Moselle. Il est de type maison forte.
Le Château du bas fut construit au Moyen Âge, vers le XIVe siècle ; il semblerait que cet  édifice soit construit pour défendre le territoire des bandes armées. Selon l'Historien Lucien Geindre, cette maison forte fut construite pour le seigneur de façon qu'il protège les biens temporels de l’évêché. En revanche des écrits plus récents évoquent la présence de préteurs issus de la dynastie des Lombards vers le XIIIe siècle. 
En 2009, elle fut réhabilitée et restaurée sous l'impulsion de plusieurs acteurs politique locaux, dans son état le plus documenté et le plus faste, correspondant à la période du XVIIe siècle.
La même année, le château obtient le prix Les Rubans du patrimoine.

## Les origines et la Noblesse
Construit au Moyen Âge, l'édifice fut d'abord un point d'échange entre banquiers, marchands et préteurs avant d’être un fief de l'aristocratie : effectivement des écrits mentionnent la « Maison des Lombards ». Situé entre Nancy et Metz, sur un lieu de passage de certaines bandes armées, c’est à ce moment que l'édifice devient un fief pour protéger le territoire. Le Château est flanqué de quatre tours et de fossés.
La première mention date du XVe siècle et à cette époque c'est le Duc de Lorraine a engagé la « maison appelée anciennement des Lombards » à Philippe de Savigny. Vers 1465, le fief appartient à Hardouin de la Jaille. Selon Lucien Geindre, cette donation est renouvelée par René II de Lorraine en 1478, après sa victoire face à Charles le Téméraire.
Le 2 juin 1590 c'est Charles III de Lorraine qui l'engage au seigneur Claude Bardin, Conseiller d'État et en 1663, Jean de Gombervaux possède le fief peu de temps. En effet en 1664, la maison est à Messire de Bettancourt, Baron de Fresnel, la famille étant seigneurs de Bettancourt depuis 1502. En 1704, les Bettancourt marient leur fille Antoinette au comte de Custine, gentilhomme de la cour Ducale. L'endroit est transformé en « Château de campagne » : embelli et très confortable il possède une cheminée dans chaque chambre. Toutefois, l'endroit n'est pas toujours habité.
Enfin le domaine, qui comprend une grande superficie de terre ainsi que plusieurs dépendances et écuries, échoit aux Vaubécourt jusqu’à la révolution française. Le marquis de Vaubécourt, Jean-Charles de Nettancourt, est le dernier seigneur de Custine.

## Architecture et embellissement
Durant plusieurs siècles la maison forte a gardé son aspect sévère de petit château fort. Un bâtiment imposant, de forme carrée et de trois niveaux surplombe le fief ; de nombreuses fenêtres entourent la maison-forte flanquée de quatre tours.
En 1586, lors de réparations une girouette en cuivre aux armes de la Lorraine est déposée sur le toit, une muraille d'enceinte protège le lieu et de larges fosses ceinturent l'édifice.

## Période post-révolutionnaire
Le château est saisi comme bien national puis enlevé à l'aristocratie et vendu aux enchères en 1794.
Joseph Helimer, négociant aisé, adjudicataire, reprend le château et la ferme qu'il revend le 22 pluviôse An 2.  
À partir de 1830, il a comme propriétaires J.B. Barthélemy et MM Bautroux, tandis que MM Servais et Godefroy possèdent les deux tours. 
Lors de la vente comme bien national le procès-verbal indique :

« - Une belle cour, une basse cour et les écuries.

- Un pont pour passer le fossé.

- Des bosquets, promenades, prés et potager.

-les caves sont voutées.

-Au fond du grand corridor il y a un grand escalier en pierre.
Le tout protégé de murailles faisant au total 30 jours [c'est-à-dire 6 150 m2]. »

L'ancienne cour s'appelle aujourd'hui la rue du Duc de Guise, en référence à Claude de Lorraine (1496-1550) premier Duc de la Maison de Guise qui est né non loin du château.
Vers 1950, la famille Tontic-Peney possède une tour, l'aile et les écuries ainsi qu'une partie du parc derrière l’édifice. D'autres propriétaires s’installeront ; cependant le château du bas ne cessera de se dégrader jusqu’à la disparition d'une partie de l'enceinte.